# 12e arrondissement de Cotonou
Pour les articles homonymes, voir 12e arrondissement.
Le 12e arrondissement de Cotonou est l'un des treize arrondissements de la commune de Cotonou dans le département du Littoral au Bénin.

## Géographie
Le 12e arrondissement de Cotonou est situé dans le Sud du Bénin et compte quatorze quartiers que sont Aibatin I, Cadjehoun I, Cocotier, Fidjrosse Centre, Fidjrosse Kpota, Fiyegnon I, Fiyegnon II, Ahouanleko, Cadjehoun 2, Cadjehoun 3, Cadjehoun 4, Cadjehoun 5, Cadjehoun Kpota et Vodje Kpota.

## Démographie
Selon le recensement de la population de 2013 conduit par l'Institut national de la statistique et de l'analyse économique (INSAE), le 12e arrondissement de Cotonou compte 97 920 habitants.

## Galerie

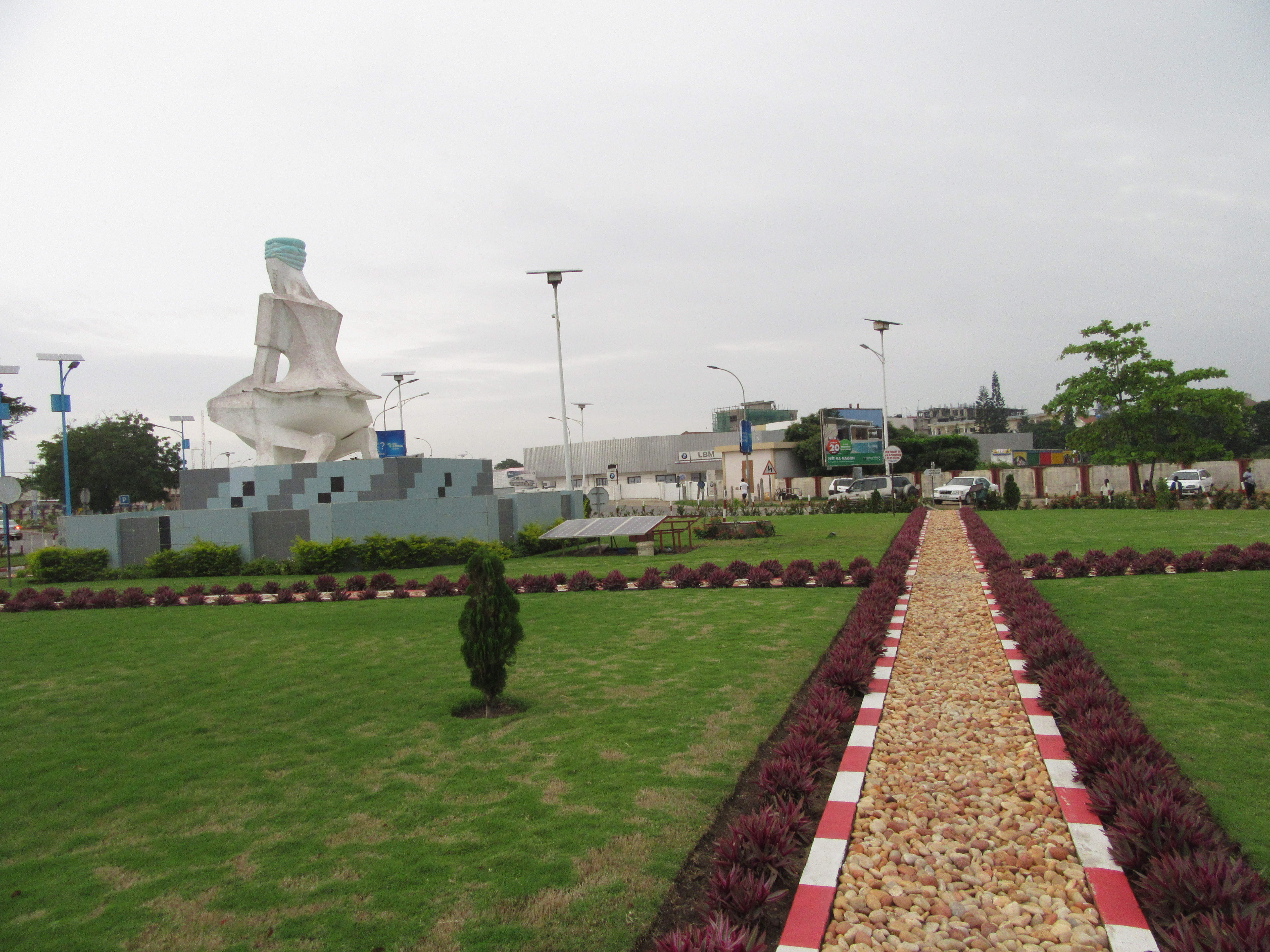
Place Kwabo ou la Bienvenue à Cotonou, vue de l'arrière